# Kleine Slachtstraat
De Kleine Slachtstraat is een straat in het centrum van de Nederlandse stad Utrecht. Ze begint bij het Jansveld en eindigt zo'n 50 meter verder op de Voorstraat.
De straat bestond mogelijk reeds omstreeks 1300. Ze is ontstaan als brandsteeg tussen de Voorstraat en het Jansveld. De Kleine Slachtstraat stond in het verleden bekend als Kleine Slachtsteeg of Korte Slachtsteeg. Het 17e-eeuwse hoekpand Voorstraat 25 heet Guldeberch en heeft een achterhuis, Silverberch, dat voorheen het adres had aan de Kleine Slachtstraat. Het pand op nummer 3 is een gemeentelijk monument.